# Michel Lainé
 (juillet 2025).
Pour les articles homonymes, voir Lainé.
Michel Lainé, né le 15 octobre 1716 au Havre où il est mort le 22 mai 1801 est un sculpteur sur bois français.
Habile sculpteur sur bois, Lainé a surtout travaillé à des vaisseaux lancés dans sa ville natale ainsi que pour les églises.
Haumont a été son élève.

## Sources
- Noémi Noire-Oursel, Nouvelle Biographie normande, Paris, Picard, 1886, p. 20.
- Jérôme Balthazar Levée, Biographie ou galerie historique des hommes célèbres du Havre, Paris, 1823. p. 10-1.